# Champsevraine
Champsevraine é uma comuna francesa na região administrativa de Grande Leste, no departamento de Haute-Marne. Estende-se por uma área de 40,77 km². Em 2010 a comuna tinha 750 habitantes (densidade: 18,4 hab./km²).